# Thamnobryum ingae
Thamnobryum ingae là một loài Rêu trong họ Neckeraceae. Loài này được (Broth.) H. Rob. miêu tả khoa học đầu tiên năm 1974.